# Dzavchan
Dzavchan (Завхан аймаг med mongolisk kyrillisk skrift) är en provins (ajmag) i västra Mongoliet. Den har totalt 89 999 invånare (2000) och en yta på 82 500 km². Provinshuvudstad är Uliastaj.

## Administrativ indelning
Provinsen är utöver Uliastaj indelad i 23 distrikt (sum): Aldarchaan, Asgat, Bajanchajrchan, Bajantes, Dzavchanmandal, Dörvöldzjin, Erdenechajrchan, Ich-Uul, Ider, Jaruu, Nömrög, Otgon, Santmargats, Sjilüüstej, Songino, Telmen, Tes, Tosontsengel, Tsagaantjuluut, Tsagaanchajrchan, Tsetsen-Uul, Tüdevtej och Urgamal.